# Semiothisa tecnium
Semiothisa tecnium är en fjärilsart som beskrevs av Louis Beethoven Prout 1916. Semiothisa tecnium ingår i släktet Semiothisa och familjen mätare. Inga underarter finns listade i Catalogue of Life.